# Johan Jacob Döbelius

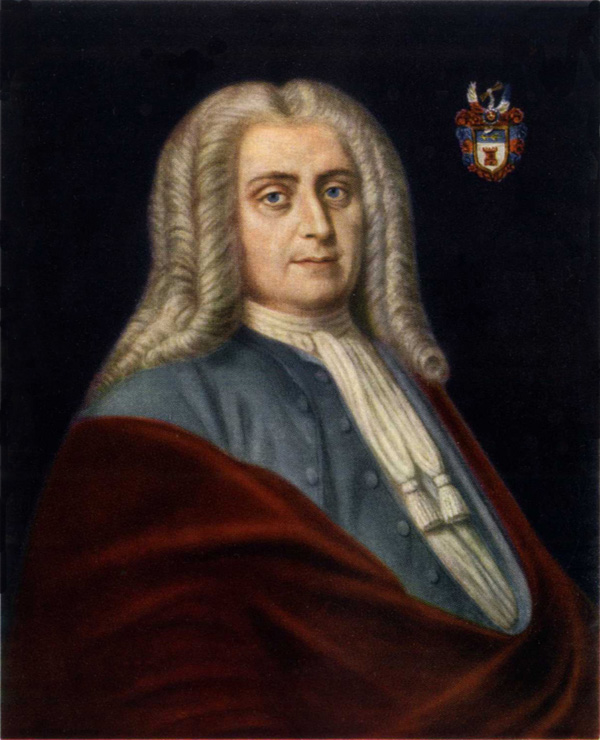
Johan Jacob Döbelius

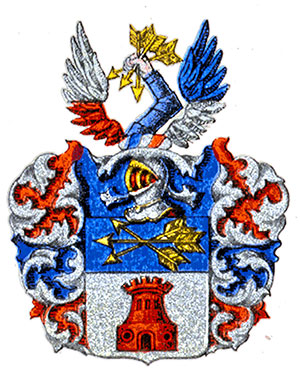
Wappen (1717)

Johan Jacob Döbelius, ab 1717 Johann Jakob von Döbeln (* 29. März 1674 in Rostock; † 14. Januar 1743 in Lund, Schweden) war ein deutscher Arzt und Hochschullehrer in Schweden.

## Leben
Er war der Sohn des Rostocker Stadtphysicus und Medizin-Professors Johan Jacob Döbelius (1640–1684) und der Anna von Hillen (??–1684).
Döbelius schloss sein Medizinstudium an der Universität Leiden (Niederlande) mit der Promotion ab. Im Jahr 1693 war er Hofmedicus des polnischen Starosten Grudzinsky. Danach praktizierte er ab 18. April 1695 als Arzt in Rostock, reiste dann nach England und praktizierte danach in Göteborg. Im Jahr 1697 war er Assessor im „Collegium medicum“ und wurde am 31. Mai 1697 Provinzarzt in Bohuslän und 1698 von Schonen. 1704 wurde er Direktor des Kinderheims (Barnhus) in Malmö.
Döbelius entdeckte in der Nähe von Helsingborg die bekannten Ramlösa-Quellen, die am 17. Juni 1707 der breiten Öffentlichkeit zugänglich gemacht wurden.
Während des Großen Nordischen Kriegs wurde Döbelius im Jahr 1709 Stabsmedicus in der Armee des späteren Feldmarschalls Magnus Stenbock (1665–1717), der zeitweilig auch Kanzler der Universität Lund war.
Am 14. März 1710 wurde er Professor der Medizin an der Universität Lund, deren Rektor er in den Jahren 1717, 1729 und 1742 auch war. Am 21. Januar 1717 wurde Döbelius in den Adelsstand mit Namensführung „von Döbeln“ erhoben. Damit wurde er zum Stifter des bis in die Gegenwart fortbestehenden schwedischen Adelsgeschlechtes von Döbeln. Am 6. Juni 1736 wurde Johann Jakob von Döbeln mit dem Beinamen Demarchus als Mitglied (Matrikel-Nr. 460) in die Deutsche Akademie der Naturforscher Leopoldina aufgenommen.

### Familie

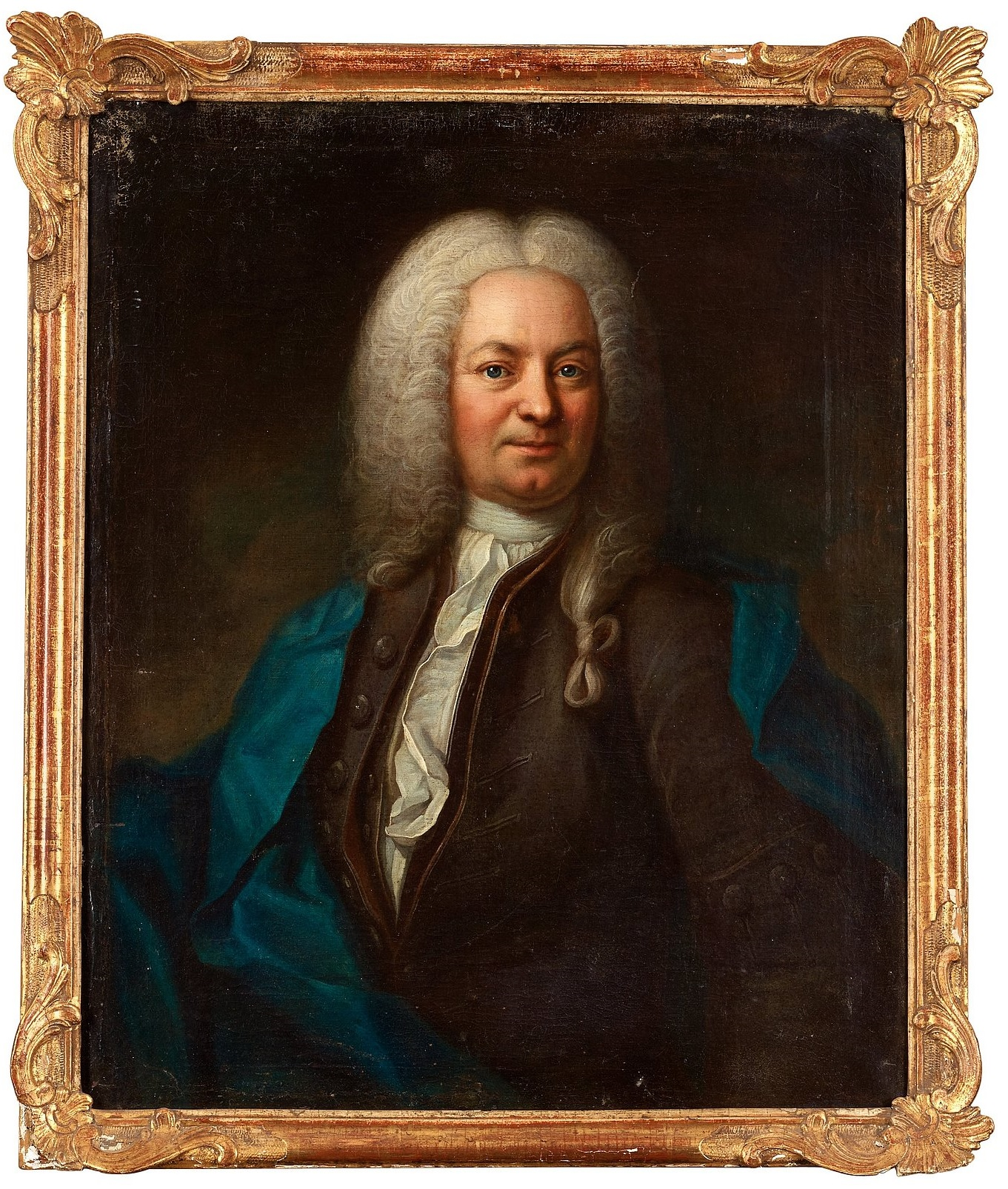
Johan Jacob Döbelius
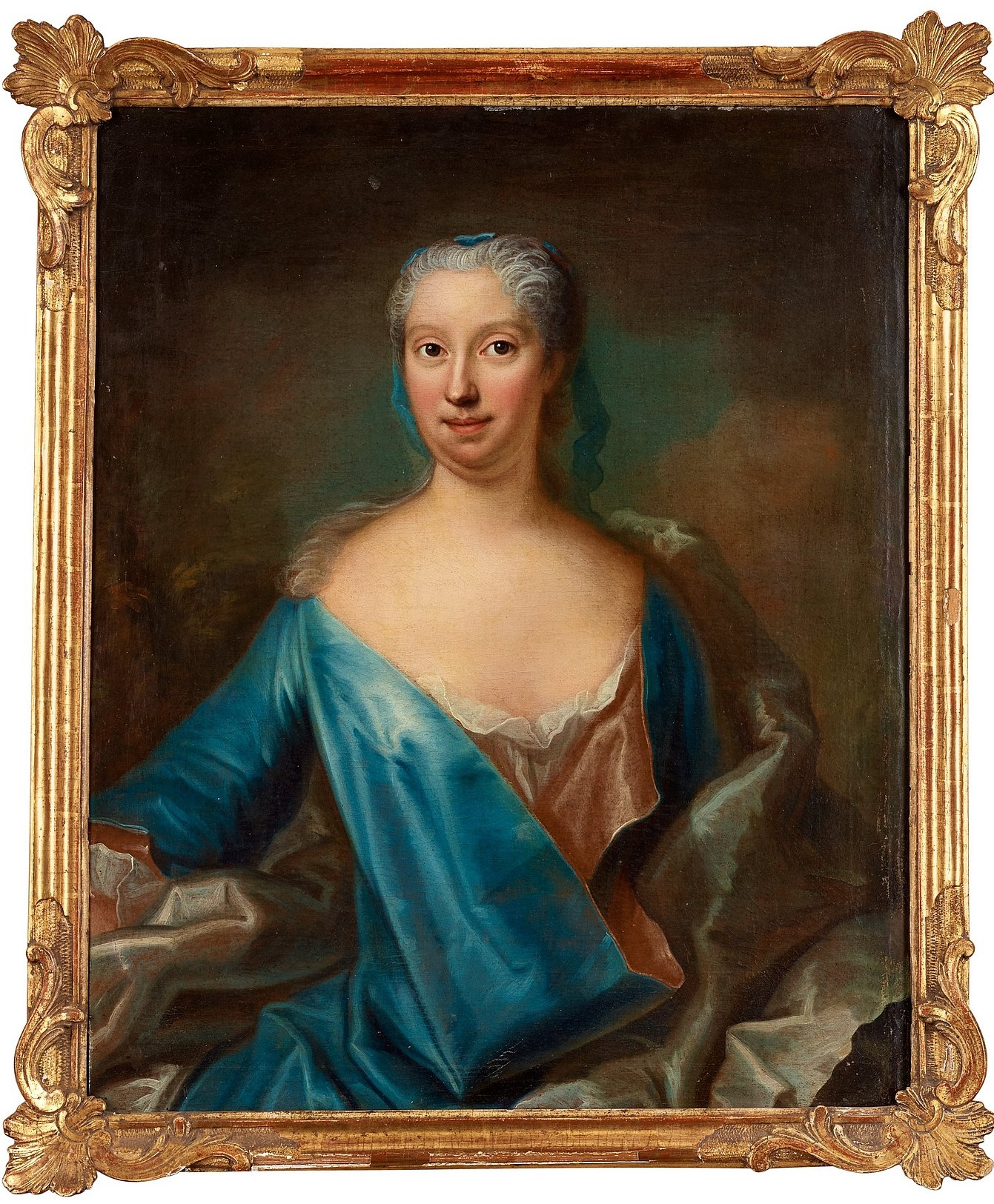
Seine Frau, Maria geb. Scheurle (1696–1762). Beide Gemälde von Johan Henrik Scheffel, datiert 1740

Er heiratete zuerst am 26. Juli 1698 in Göteborg Dorothea geb. von Minden, (* 1. März 1674 in Göteborg; † 4. August 1737), Tochter des deutschen Kaufmanns in Göteborg Johan von Minden (1633–1699) und der Margaretha geb. Sebrands (1634–1700). Seine erste Ehefrau hatte zuerst am 8. Oktober 1695 den Kaufmann in Göteborg Cornelius Bijhl (1666–1697) geheiratet; Döbeln heiratete am 3. März 1738 in Lund Maria geb. Scheuerle (Scheurle; * 28. Januar 1696 in Stockholm; † 6. Januar 1762 in Lund), Tochter des deutschen Kaufmanns in Stockholm Georg Scheuerle und der Adelgunda Schultz. Diese seine zweite Ehefrau hatte zuerst 1715 den Konsistorialnotar in Lund Johan Eriksson Klinthe (1656–1731) geheiratet. Döbeln hatte sechs Kinder.